# Svenska cupen (bandy)
Svenska cupen i bandy är en årlig herrturnering i bandy, öppen för klubbar i Sverige. Premiäråret var 2005. Första damturneringen spelades 2019, och vanns av Västerås SK.
Villa Lidköping BK:s damer vann Svenska cupen 2020.
Kvalspelet infördes 2006 och spelas på olika orter, då i början av kalenderåret. Slutspelet spelas på en enda, på förhand bestämd, ort i början-mitten av oktober. Detta medförde att samma turnering pågick under två säsonger, vilket kunde medföra att klubbarna som gått till slutspel ställde upp med mycket annorlunda spelartrupp i slutspelet än i kvalspelet, som ett resultat av spelare de köpt och sålt under så kallad "silly season".
De tre första åren var slutspelsorten Edsbyn, men 2008 blev Västerås slutspelsort. Sedan 2011 är Lidköping spelplats.
Inför 2010 års upplaga ändrades formatet. Kvalspelet flyttades till augusti-september, och gruppspelet minskades från 16 till åtta lag. Matchtiden för slutspelsmatcherna ändrades från det korta formatet 2 x 30 minuter till standardformatet 2 x 45 minuter.

## Slutsegrare

### Herrar
| Årtal | Slutsegrare        |
| ----- | ------------------ |
| 2005  | Edsbyns IF         |
| 2006  | Sandvikens AIK     |
| 2007  | Hammarby IF        |
| 2008  | Edsbyns IF         |
| 2009  | Sandvikens AIK     |
| 2010  | Sandvikens AIK     |
| 2011  | Sandvikens AIK     |
| 2012  | Sandvikens AIK     |
| 2013  | Hammarby IF        |
| 2014  | Hammarby IF        |
| 2015  | Västerås SK        |
| 2016  | Villa Lidköping BK |
| 2017  | Sandvikens AIK     |
| 2018  | Västerås SK        |
| 2019  | Edsbyns IF         |
| 2020  | Villa Lidköping BK |
| 2021  | Villa Lidköping BK |
| 2022  | Villa Lidköping BK |
| 2023  | Villa Lidköping BK |
| 2024  | Villa Lidköping BK |

### Damer
| Årtal | Slutsegrare        |
| ----- | ------------------ |
| 2019  | Västerås SK        |
| 2020  | Villa Lidköping BK |
| 2021  | Villa Lidköping BK |
| 2022  | Villa Lidköping BK |
| 2023  | Västerås SK        |
| 2024  | Västerås SK        |

### Fotnoter
1. ↑  ”Västerås SK historiska mästare”. Bandy World. 20 oktober 2019. Arkiverad från originalet den 14 november 2019. https://web.archive.org/web/20191114210051/http://www.bandyworld.se/arkiv/41562. Läst 14 november 2019.
2. ↑  
”Villa Lidköping cupsegrare – Tilda Ström finalhjälte i sudden”. Svenska bandyförbundet. 11 oktober 2020. https://www.svenskbandy.se/SvenskaCupenDam/NYHETER/villalidkopingcupsegraretildastromfinalhjalteisudden/. Läst 26 oktober 2020.
3. ↑  Erik Jonsson (16 december 2009). ”Svenska Cupen byter utseende”. Svenska cupen i bandy. Arkiverad från originalet den 2 september 2010. https://web.archive.org/web/20100902040558/http://www.bandycup.se/svenskacupen/layout/news.asp?title=Svenska_Cupen_byter_utseende&itemID=174. Läst 16 december 2009.